# Entraigas (Puèi Domat)
Entraigues és un municipi francès situat al departament del Puèi Domat i a la regió d'Alvèrnia-Roine-Alps. L'any 2007 tenia 653 habitants.

## Demografia

### Població
El 2007 la població de fet d'Entraigues era de 653 persones. Hi havia 248 famílies de les quals 48 eren unipersonals (24 homes vivint sols i 24 dones vivint soles), 78 parelles sense fills, 114 parelles amb fills i 8 famílies monoparentals amb fills.
La població ha evolucionat segons el següent gràfic:
Habitants censats

### Habitatges
El 2007 hi havia 263 habitatges, 248 eren l'habitatge principal de la família, 3 eren segones residències i 12 estaven desocupats. 258 eren cases i 4 eren apartaments. Dels 248 habitatges principals, 225 estaven ocupats pels seus propietaris, 19 estaven llogats i ocupats pels llogaters i 3 estaven cedits a títol gratuït; 2 tenien una cambra, 3 en tenien dues, 19 en tenien tres, 71 en tenien quatre i 152 en tenien cinc o més. 199 habitatges disposaven pel capbaix d'una plaça de pàrquing. A 79 habitatges hi havia un automòbil i a 153 n'hi havia dos o més.

### Piràmide de població
La piràmide de població per edats i sexe el 2009 era:
| Homes | Edats   | Dones |
| ----- | ------- | ----- |
| 0     | 95 o +  | 0     |
| 0     | 90 a 94 | 0     |
| 0     | 85 a 89 | 4     |
| 8     | 80 a 84 | 0     |
| 20    | 75 a 79 | 16    |
| 4     | 70 a 74 | 16    |
| 16    | 65 a 69 | 0     |
| 8     | 60 a 64 | 16    |
| 16    | 55 a 59 | 16    |
| 16    | 50 a 54 | 24    |
| 16    | 45 a 49 | 12    |
| 40    | 40 a 44 | 24    |
| 12    | 35 a 39 | 20    |
| 32    | 30 a 34 | 32    |
| 16    | 25 a 29 | 12    |
| 12    | 20 a 24 | 12    |
| 24    | 15 a 19 | 24    |
| 12    | 10 a 14 | 8     |
| 20    | 5 a 9   | 16    |
| 16    | 0 a 4   | 12    |

## Economia
El 2007 la població en edat de treballar era de 445 persones, 335 eren actives i 110 eren inactives. De les 335 persones actives 319 estaven ocupades (168 homes i 151 dones) i 16 estaven aturades (6 homes i 10 dones). De les 110 persones inactives 35 estaven jubilades, 44 estaven estudiant i 31 estaven classificades com a «altres inactius».

### Ingressos
El 2009 a Entraigues hi havia 248 unitats fiscals que integraven 644,5 persones, la mediana anual d'ingressos fiscals per persona era de 18.876 €.

### Activitats econòmiques
Dels 15 establiments que hi havia el 2007, 1 era d'una empresa alimentària, 2 d'empreses de fabricació d'altres productes industrials, 5 d'empreses de construcció, 2 d'empreses de comerç i reparació d'automòbils, 1 d'una empresa d'hostatgeria i restauració i 4 d'empreses de serveis.
Dels 4 establiments de servei als particulars que hi havia el 2009, 2 eren paletes, 1 fusteria i 1 restaurant.
Dels 2 establiments comercials que hi havia el 2009, 1 era una fleca i 1 una botiga d'equipament de la llar.
L'any 2000 a Entraigues hi havia 39 explotacions agrícoles que ocupaven un total de 850 hectàrees.

## Equipaments sanitaris i escolars
El 2009 hi havia una escola elemental.

## Poblacions més properes
El següent diagrama mostra les poblacions més properes.